# Piłka wodna na Letnich Igrzyskach Olimpijskich 2000
Wyniki turnieju piłki wodnej na Letnich IO w Sydney:

## Mężczyźni – podsumowanie
- 1.  Węgry
- 2.  Rosja
- 3.  Jugosławia
- 4.  Hiszpania
- 5.  Włochy
- 6.  Stany Zjednoczone
- 7.  Chorwacja
- 8.  Australia
- 9.  Kazachstan
- 10.  Grecja
- 11.  Holandia
- 12.  Słowacja

## Tabela medalowa
| Lp. | Państwo    | Medal |
| --- | ---------- | ----- |
| 1   | Węgry      |       |
| 2   | Rosja      |       |
| 3   | Jugosławia |       |

## Kobiety – podsumowanie
- 1.  Australia
- 2.  Stany Zjednoczone
- 3.  Rosja
- 4.  Holandia
- 5.  Kanada
- 6.  Kazachstan

## Tabela medalowa
| Lp. | Państwo           | Medal |
| --- | ----------------- | ----- |
| 1   | Australia         |       |
| 2   | Stany Zjednoczone |       |
| 3   | Rosja             |       |